# 완안종한
금진왕 완얀 녠한(金秦王 完顔粘罕, 중국식이름 종한 宗翰, 1080년 ~ 1137년)은 완얀 우구나이의 증손자이다. 완얀 니안한은 완얀 아구다와 함께 금나라를 건국하였다. 그의 업적은 아구다와 비견되거나 같다. 완얀 니안한의 동상은 아구다 옆에 자리잡고 있으며 금진왕으로 추시되었다.

## 가족 관계
아버지- 완얀 사가이, 조부- 완얀 헤제, 증조부- 완얀 우구나이